# پایه‌های پل قدیمی کنا
پایه‌های پل قدیمی کنا مربوط به دوره صفوی است و در شهرستان بویراحمد، بخش دروهان، روستای کتا واقع شده و این اثر در تاریخ ۱۱ دی ۱۳۸۰ با شمارهٔ ثبت ۴۵۶۷ به‌عنوان یکی از آثار ملی ایران به ثبت رسیده است.